# Dziedzickia metallica
Dziedzickia metallica är en tvåvingeart som beskrevs av Lane 1954. Dziedzickia metallica ingår i släktet Dziedzickia och familjen svampmyggor. Inga underarter finns listade i Catalogue of Life.